# Errick Willis
Errick French Willis (* 21. März 1896 in Boissevain, Manitoba; † 9. Januar 1967 in Winnipeg) war ein kanadischer Politiker, Curler und Olympiasieger. 1932 nahm er an den Olympischen Winterspielen teil. Drei Jahrzehnte lang war er auf Provinz- und Bundesebene politisch tätig. Er war Vorsitzender der Manitoba Conservative Party und während zwölf Jahren Mitglied der Regierung Manitobas. Von 1960 bis 1965 war er Vizegouverneur dieser Provinz.

## Biografie
Willis studierte Recht an den Universitäten von Toronto, Alberta und Manitoba. Ab 1926 war er als Rechtsanwalt in Winnipeg tätig, ab 1929 in seinem Geburtsort Boissevain. 1933 gab er seine Tätigkeit als Rechtsanwalt auf und widmete sich fortan der Schweinezucht.
Willis war ein begeisterter Curlingspieler. Als Lead der kanadischen Mannschaft nahm er bei den Olympischen Winterspielen 1932 in Lake Placid am Curlingturnier teil. Seine Mannschaft gewann die olympische Goldmedaille. Da Curling damals noch eine Demonstrationssportart war, besitzt die Medaille allerdings keinen offiziellen Status.
Willis’ politische Karriere begann, als er ohne Erfolg für die Konservative Partei zur Unterhauswahl 1926 antrat. Vier Jahre später, bei der Unterhauswahl 1930, gelang ihm mit dem Sieg im Wahlbezirk Souris der Einzug ins Bundesparlament. Nach einer Legislaturperiode wurde er bei der Unterhauswahl 1935 abgewählt; die Wiederwahl verpasste er dabei um lediglich drei Stimmen.
Dauerhafter war Willis’ politische Karriere auf Provinzebene. 1936 wählte ihn die Manitoba Conservative Party zu ihrem Vorsitzenden, im selben Jahr wurde er im Wahlbezirk Deloraine zum Abgeordneten in der Legislativversammlung von Manitoba gewählt. 1940 bildeten die Konservativen mit den Liberal-Progressiven unter John Bracken eine Koalitionsregierung. Willis war daraufhin zehn Jahre lang Minister für staatliche Bauvorhaben, von 1942 bis 1944 zusätzlich Arbeitsminister. 1950 beschloss seine Partei die Auflösung der Koalition, woraufhin Willis Oppositionsführer war. 1954 wurde er als Parteivorsitzender abgelöst.
In der Minderheitsregierung von Dufferin Roblin diente Willis von 1958 bis 1960 als Landwirtschaftsminister und Vizepremier. Generalgouverneur Georges Vanier vereidigte ihn am 15. Januar 1960 als Vizegouverneur von Manitoba. Dieses repräsentative Amt übte er bis zu seinem Tod aus.

## Sportliche Erfolge
- 1. Platz Olympische Winterspiele 1932 (Demonstrationswettbewerb)